# Tetranematichthys
Tetranematichthys — рід риб з підродини Auchenipterinae родини Auchenipteridae ряду сомоподібних. Має 3 види. Наукова назва походить від грецьких слів tetra, тобто «чотири» , nema, тобто «нитка», ichthys, тобто «риба».

## Опис
Загальна довжина представників цього роду коливається від 12,5 до 20 см. Голова звужена у передній частині. Очі невеличкі. В області поєднання голови й тулуба утворено своєрідний горб. Сам тулуб кремезний, широкий. Спинний плавець тонкий, з короткою основою, високо піднято. Грудні плавці добре розвинені, широкі. Черевні плавці невеличкі. Жировий плавець маленький. Анальний плавець широкий, помірно довгий. Хвостовий плавець доволі короткий, широкий, тонко розрізаний.
Забарвлення переважно коричневе з різними відтінками, у деяких видів з контрастними цяточками.

## Спосіб життя
Біологія вивчена недостатньо. Воліють до прісних водойм. Є демерсальними рибами. Активні у присмерку або вночі. Живляться невеличкими водними безхребетними, в меншій мірі — дрібною рибою.

## Розповсюдження
Мешкають у басейні річок Амазонка, Оріноко, Ріо-Негро і Токантінс.

## Види
- Tetranematichthys barthemi
- Tetranematichthys quadrifilis
- Tetranematichthys wallacei